# Amedeo Salerno
Amedeo Salerno (Napoli, 4 giugno 1928 – 21 dicembre 2023) è stato un dirigente sportivo italiano.
È stato il presidente della Partenope Napoli, società di pallacanestro che sotto la sua guida vinse la Coppa Italia 1968 e la Coppa delle Coppe 1970.
Fu l'ideatore della Serie A2, nata nel 1974. Nel 1969 scrisse il primo Annuario Europeo del Basket. Dal 1993 è presidente del CONI provinciale di Napoli. Nel 2010 è stato inserito nell'Italia Basket Hall of Fame in qualità di benemerito.
È morto il 21 dicembre 2023.